# Kamień (powiat białobrzeski)
Kamień – wieś w Polsce, położona w województwie mazowieckim, w powiecie białobrzeskim, w gminie Białobrzegi. Wieś przecina S7, (DK7).
Wieś szlachecka położona była w drugiej połowie XVI wieku w powiecie wareckim ziemi czerskiej województwa mazowieckiego. W latach 1975–1998 miejscowość należała administracyjnie do województwa radomskiego.
Wieś jest sołectwem w gminie Białobrzegi. Według Narodowego Spisu Powszechnego z roku 2011 wieś liczyła 402 mieszkańców i była drugą co do liczby ludności miejscowością gminy.
Wierni Kościoła rzymskokatolickiego należą do parafii Świętej Trójcy w Białobrzegach.

## Lotnisko polowe w Kamieniu
Podczas przygotowań do ewentualnego ataku ze strony III Rzeszy w lipcu i sierpniu 1939 okoliczni mieszkańcy zostali zatrudnieni przy niwelowaniu okolicznych pól, które zostały przeznaczone na lotnisko polowe. W dniach 26-31 sierpnia 1939 miało miejsce przeniesienie tu z Krakowa 22 Eskadry Bombowej dowodzonej przez kpt. pil. Kazimierz Słowińskiego należącej do II Dywizjonu Bombowego. Udział stacjonujących tu samolotów w wojnie powietrznej rozpoczął się 3 września 1939, niestety przy dużych stratach własnych. Zestrzelonych zostało pięć samolotów, przy zestrzeleniu dwóch samolotów wroga. Zginęło 7 oficerów i 6 podoficerów, w tym ppor. obs. Wacław Grandys i kpt. pil. Kazimierz Słowiński, na stanowisko dowódcy zastąpił go dotychczasowy zastępca por. obs. Bolesław Nowicki. W dniach 4-5 września odbyły się tylko dwa loty o charakterze rozpoznawczym, a następnie podjęto decyzję o przeniesieniu miejsca stacjonowania do Podlodowa, a 6 września 1939 na lotnisko do Marianowa k. Łukowa.

## Zabytki
- Gródek rycerski z XIV wieku (rezydencja rycerska typu motte) - częściowo zadrzewione koliste wyniesienie o średnicy u podstawy wynoszącej ponad 40 m i wysokości dochodzącej do ok. 4 m. Obiekt otoczony był dodatkowo systemem umocnień ziemnych. Przypuszczalnie wzniesienie fortalicji w Kamieniu łączyć można z rodem Bylimów-Suskich, właścicieli Kamienia w końcu XIV wieku. Pierwotnie na wzniesieniu znajdowała się drewniana rycerska wieża mieszkalna otoczona częstokołem, a w jej pobliżu znajdowały się budynki gospodarcze[12].